# Gustav Pistor

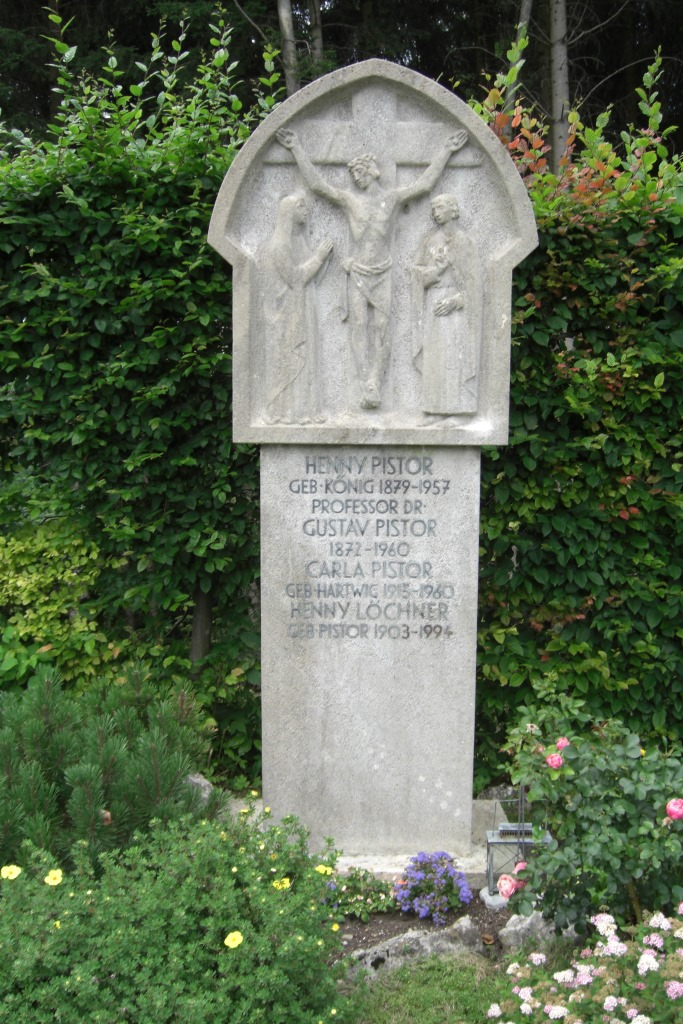
Grab von Gustav Pistor auf dem Bergfriedhof in Bad Wiessee

Gustav Adolf Pistor (* 13. Juli 1872 in Elberfeld (heute Stadtteil von Wuppertal); † 29. März 1960 in Tegernsee) war ein deutscher Chemiker und Manager.

## Werdegang
Gustav Pistor studierte Chemie in Freiburg, Straßburg und Berlin und promovierte 1894 bei Hans Heinrich Landolt.
1895 trat er bei der Chemischen Fabrik Griesheim ein und rückte 1910 in den Vorstand auf. Nach deren Anschluss an die I.G. Farben war er dort bis zu seiner Pensionierung 1937 Vorstandsmitglied und anschließend von 1938 bis 1945 Aufsichtsratsmitglied.
Nach Kriegsende sagte Pistor am 20. April 1948 im I.G.-Farben-Prozess als Zeuge der Verteidigung von Ernst Bürgin aus. Im Rahmen des Kreuzverhörs durch die Anklage sagte Pistor aus, 1934 den geheimen Bau von Fabriken zur Herstellung von Magnesium für die Automobilindustrie überwacht zu haben. Des Weiteren, dass Verhandlungen mit dem Oberkommando der Wehrmacht zur Herstellung von Metall für die Produktion von Kriegsflugzeugen und Ausrüstung bestanden sowie, dass die I.G. Farben schon seit 1935 Brandbomben für die Luftwaffe vorrätig hielt.
Ab 1952 war er Aufsichtsratsmitglied der Farbwerke Hoechst AG.
1952 wurde er zum Honorarprofessor an der Universität Frankfurt ernannt.

## Ehrungen
- 1918: Ehrendoktor der Technischen Hochschule Dresden
- 1936: Goldene Bunsenmedaille
- 1936: Mitglied der Deutschen Akademie der Naturforscher Leopoldina
- 1942: Goethe-Medaille für Kunst und Wissenschaft
- 1952: Ehrenmitglied der Bunsen-Gesellschaft
- 1952: Großes Verdienstkreuz der Bundesrepublik Deutschland[2]